# NHL 2004

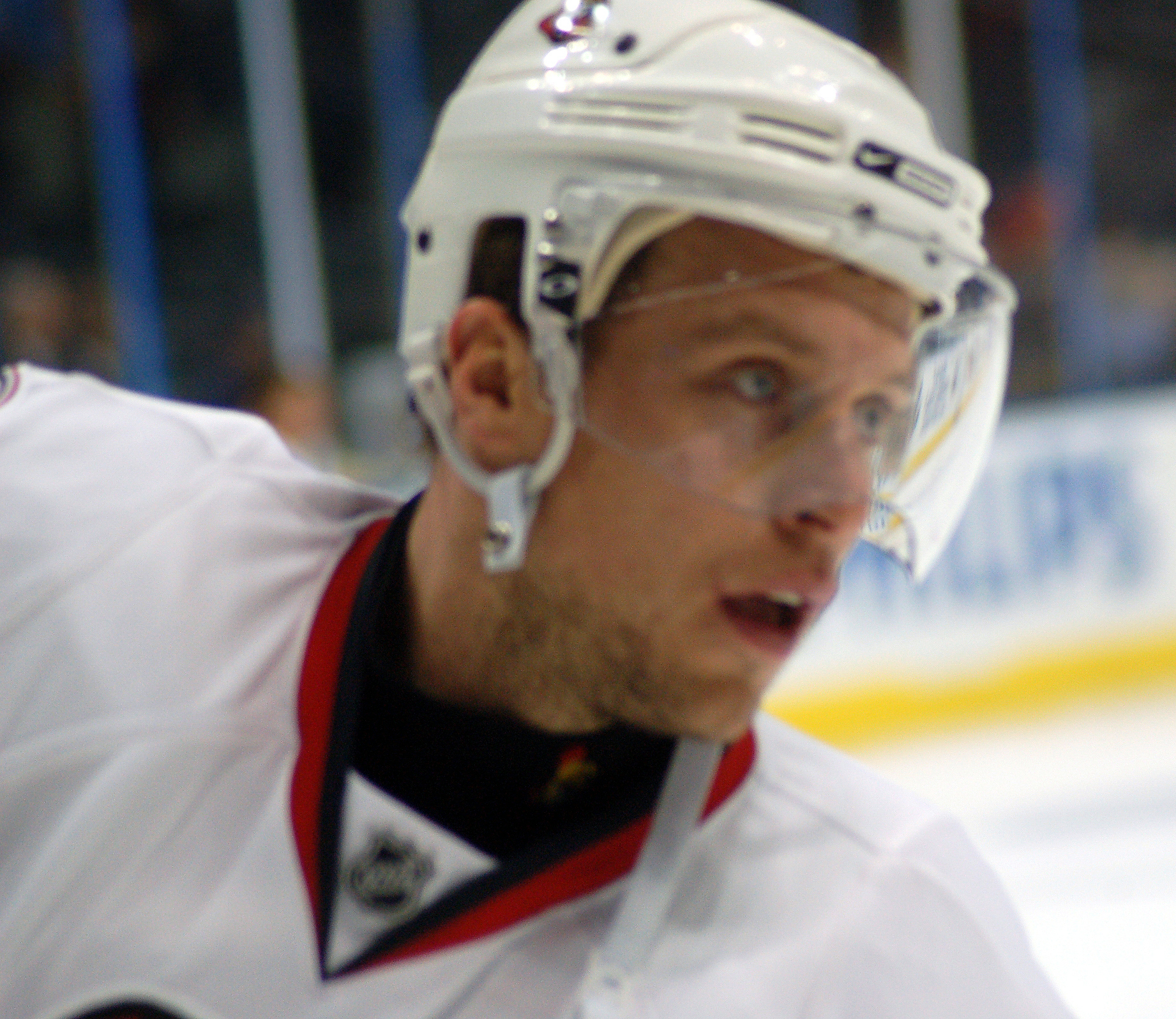
Dany Heatley var ursprungligen med på spelets omslag men ersattes senare av Joe Sakic.

NHL 2004 är ett ishockeyspel från 2003 som släpptes till Playstation 2, Xbox, Gamecube och Windows.

## Omslag
Dany Heatley var ursprungligen med på spelets omslag men byttes senare bort av Joe Sakic efter en bilolycka som Heatley själv var inblandad i, som dödade hans lagkamrat Dan Snyder i Atlanta Thrashers.

## Funktioner
För första gången är det möjligt att spela lag från ligorna Elitserien (Sverige), Deutsche Eishockey-Liga (Tyskland) och FM-ligan (Finland). Slagsmålen i spelet har utvecklats och är mer realistiska än innan. Men man kan bara välja att slåss 3 gånger per match (något som ha även är tillgängligt i de senare spelen). Craig Simpson blir ny andrekommentator i spelet. Nytt spelarläge är Dynasty Mode där spelaren styr ett NHL-lag, man får uppgraderingspoäng som låser upp förbättringar för klubbens ekonomi och spelarnas egenskaper.

## Musik
- Adema - "Co-Dependent"
- Alien Ant Farm - "S.S. Recognize"
- Autopilot Off - "Clockworks"
- Avenged Sevenfold - "Chapter Four"
- Bowling For Soup - "Punk Rock 101"
- Brand New - "The Quiet Things That No One Ever Knows"
- Cinder - "Soul Creation"(temasång)
- Deftones - "Minerva"
- Dexter Freebish - "Falling Down"
- Dexter Freebish - "Life Of Saturdays"
- Gob - "Oh! Ellin"
- Jerk - "Sucked In"
- Jet - "Get What You Need"
- Less Than Jake - "The Ghosts of Me and You"
- Living Things - "Born Under the Gun"
- Modern Day Zero (tidigare Mesh STL) - "Down"
- The Ataris - "Radio #2"
- Vendetta Red - "Shatterday"

## Mottagande
- Electronic Gaming Monthly: 7.3/10
- Game Informer: 8.5/10
- Gamespot: 8.6/10
- IGN: 8.8/10

### Fotnoter
1. ↑  ”NHL 2004” (på engelska). Mobygames. 17 mars 2003. http://www.mobygames.com/game/nhl-2004. Läst 18 juni 2016.